# Szent Lúcia-templom (Lisszabon)
A Szent Lúcia-templom, teljes nevén Szent Lúcia és Szent Balázs templom (Igreja de Santa Luzia e de São Brás) Lisszabon egyik katolikus vallási intézménye.

## Története
A Szent Lúciának és Szent Balázsnak szentelt templom Lisszabon egyik panorámateraszánál, a Miradourónál áll. Helyén egykor a Máltai lovagrend épített templomot a 12. században, I. Alfonz portugál király uralkodása alatt. A lovagrend vezető szerepet játszott a muzulmánok kiűzésében, Lisszabon visszafoglalásában. A szervezet szimbóluma, a máltai kereszt ma is látható a bejárat felett és a templom belsejében kifüggesztett zászlókon.
A templom súlyosan megrongálódott az 1755-ös földrengésben, a ma is látható építményt Mateus Vicente de Oliveira tervezte. Alaprajza latin kereszt, egy hajója van. Leghíresebb művészeti alkotása a déli külső falon látható azulejók. Az egyik panel a Praça do Comérciót, a város főterét ábrázolja a földrengés előtt, a másik pedig a lisszaboni várat 1147-ben elfoglaló keresztény seregeknek állít emléket.

## Azulejók

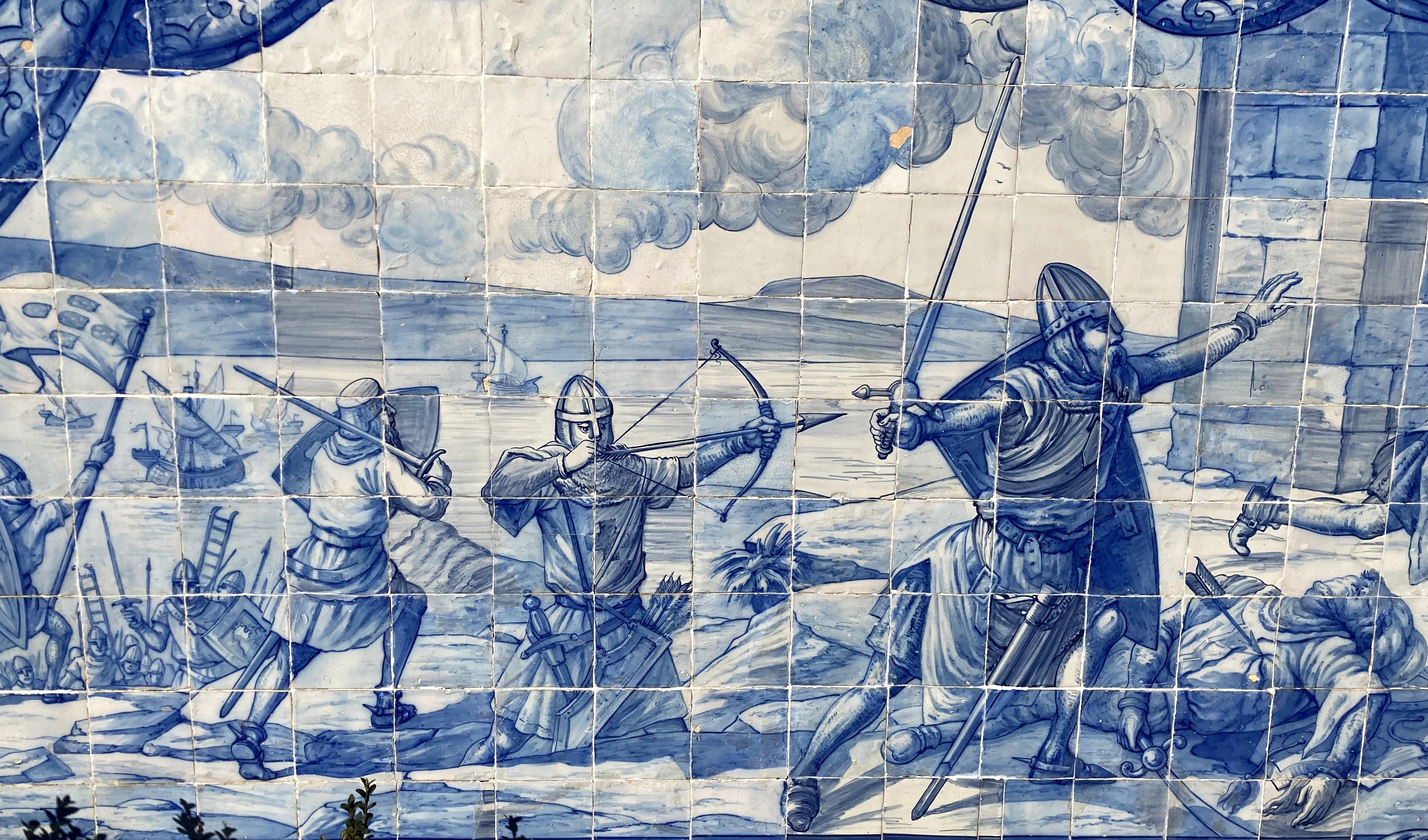
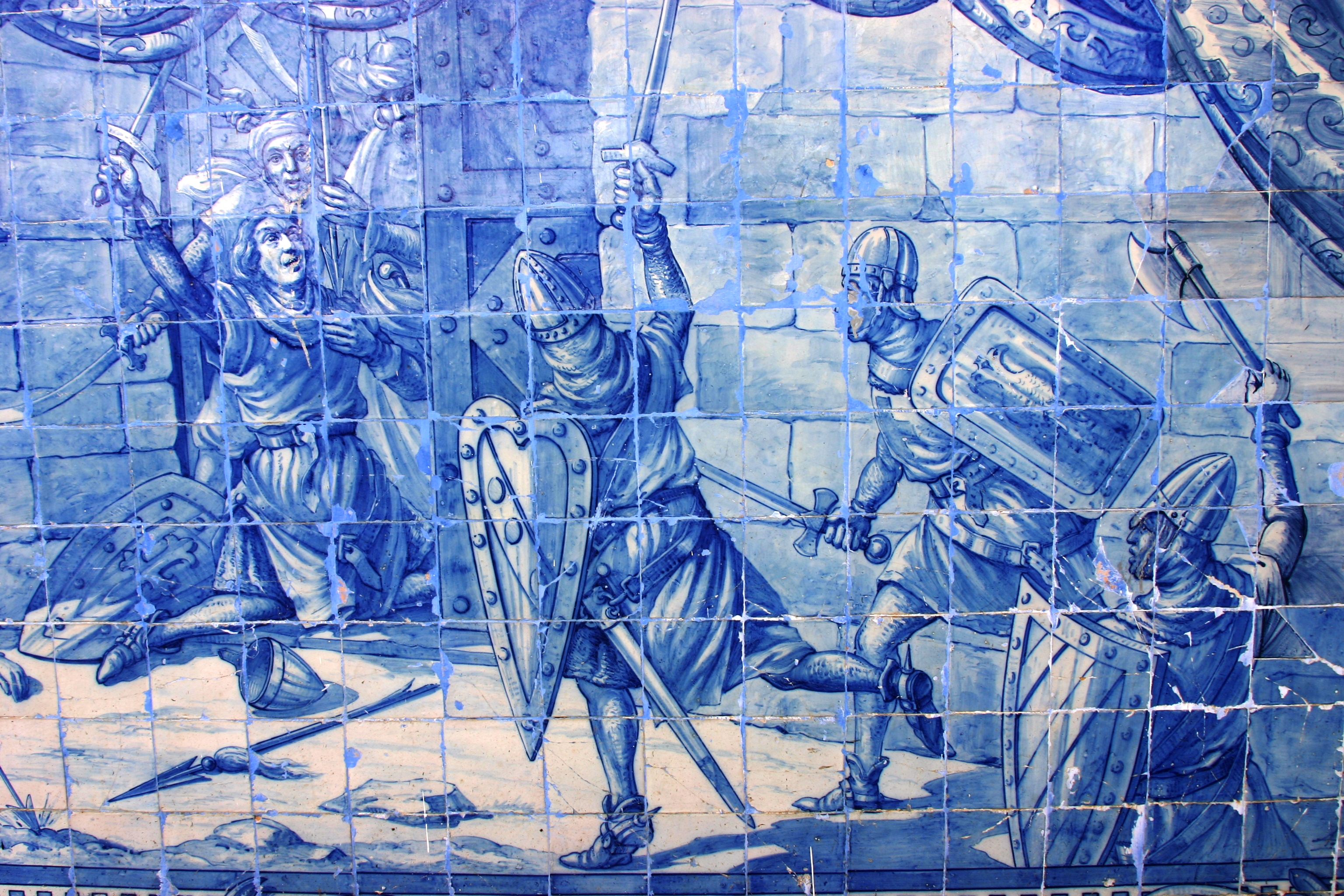
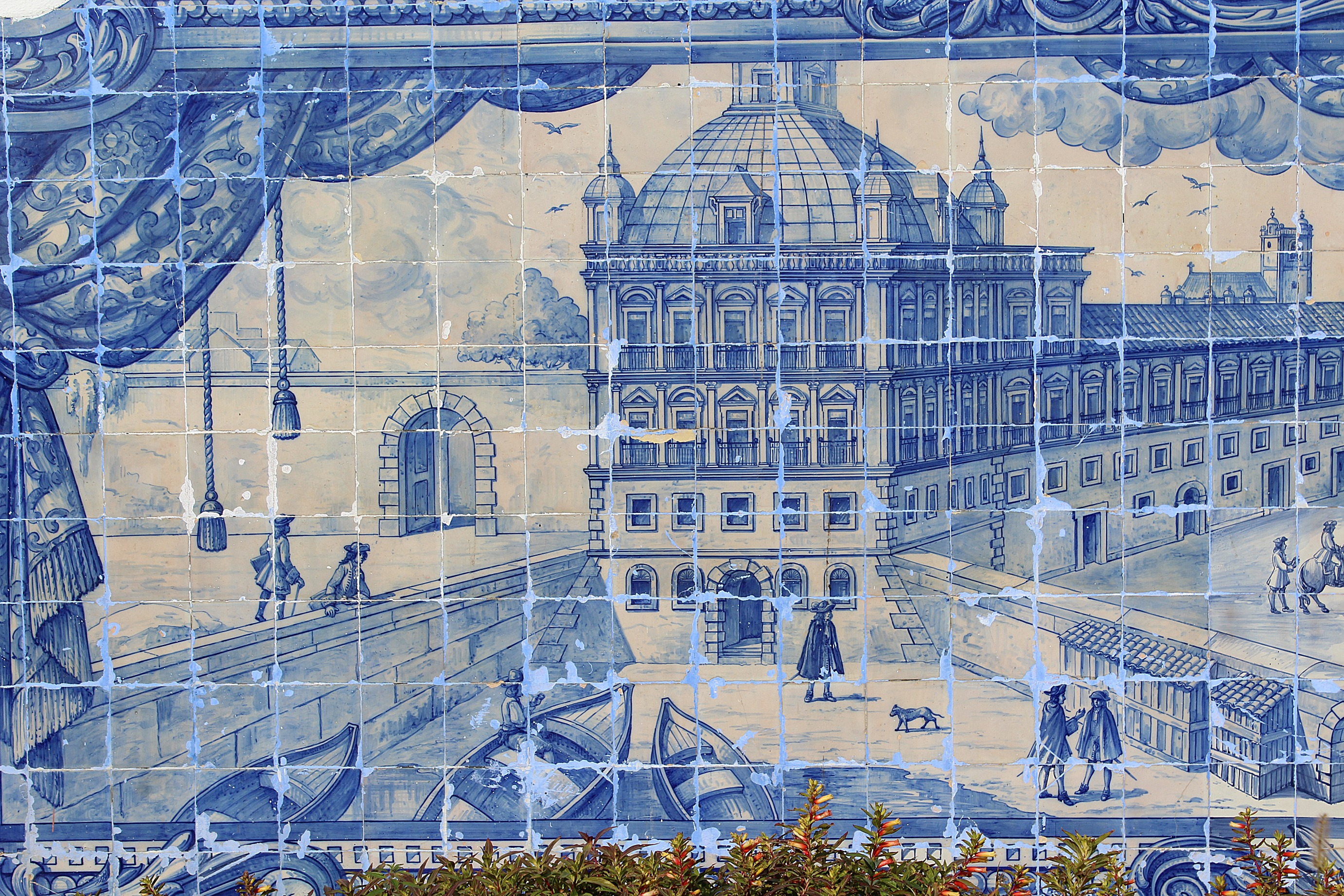
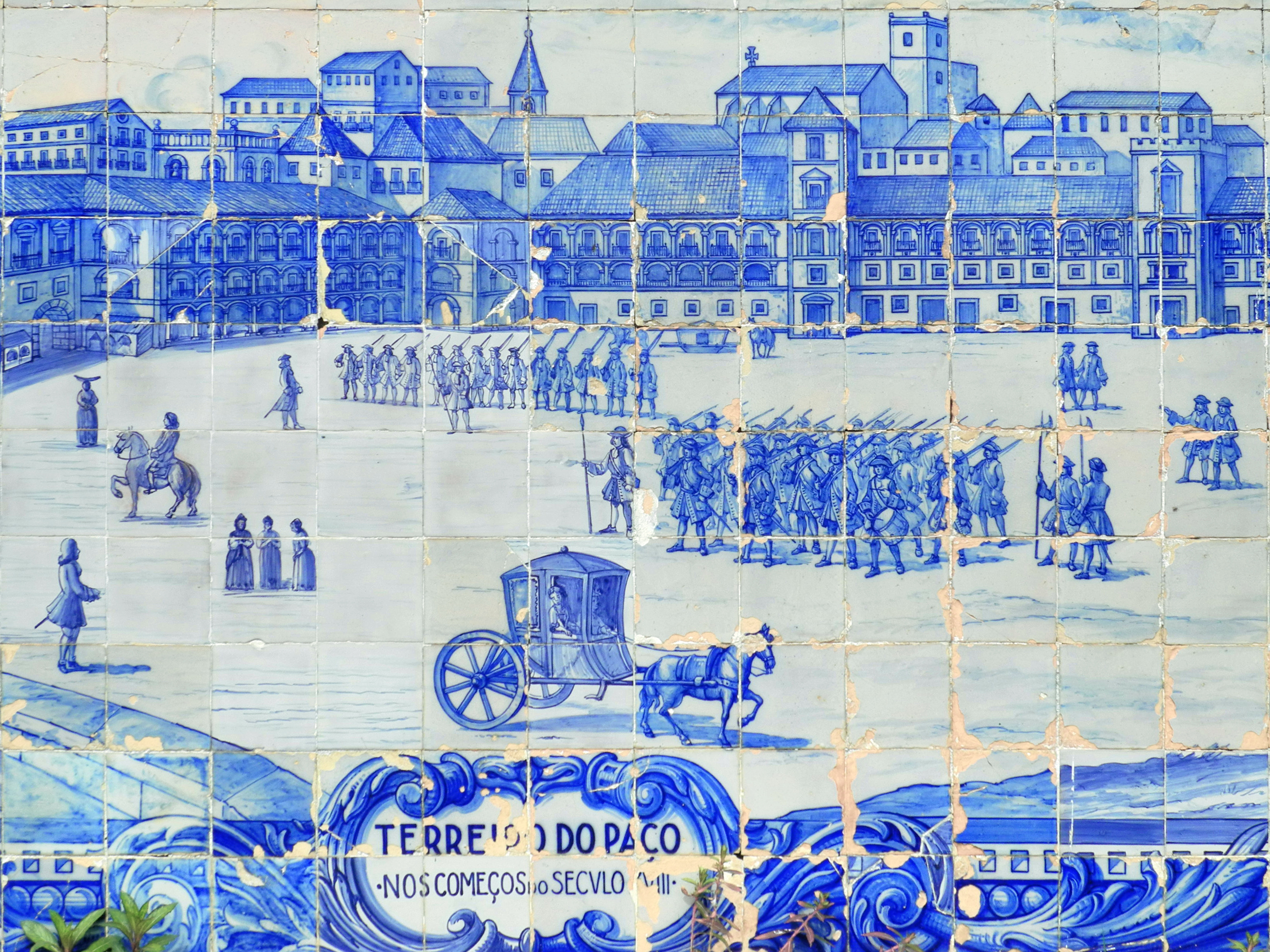